# Yingkuoji
Yingkuoji (kinesiska: 营廓集, 营廓集镇) är en köping i Kina. Den ligger i provinsen Henan, i den centrala delen av landet, omkring 210 kilometer öster om provinshuvudstaden Zhengzhou.
Genomsnittlig årsnederbörd är 888 millimeter. Den regnigaste månaden är juli, med i genomsnitt 196 mm nederbörd, och den torraste är januari, med 7 mm nederbörd.